# Етничка религија
Етничка религија у религијским студијама јесте религија или вјеровање повезано са одређеном етничком групом. Етничке религије се често разликују од универзалних религија, као што су хришћанство или ислам, које нису ограничене по етничком, националном или расном питању.

## Терминологија
Поред термин етничке религија, у употреби су бројни алтернативни термини. Термин првобитна религија сковао је Ендру Волс на Универзитету у Абердину седамдесетих година 20. вијека како би осигурао фокус на незападњачке облике религије, како се налазе у Африци, Азији и Океанији. Термине као што су првобитна религија, примитивна религија и племенска религија оспорио је Волсов ученик, Џим Кок, према којем ти термини указују на неразвијену религија која се може схватити као припрема за конверзију у хришћанство. Кок радије користи термин старосједелачка религија.
Други термин који се често користи је народна религија. Док се термини етничка религија и народна религија преклапају, њихова употреба подразумјева „присвајање религијских вјеровања и практиковање на народном нивоу”. Термин народна религија може се користити када се говори о кинеским и афричким старосједелачким религијама, али се може односити и на народна изражавања више вишенационалних и институционализованих религија као што су народно хришћанство и народни ислам.